# Il capitano Mollenard
Il capitano Mollenard (Mollenard) è un film del 1938 diretto da Robert Siodmak e interpretato da Harry Baur, Gabrielle Dorziat e Pierre Renoir, basato sul romanzo Mollenard di Oscar-Paul Gilbert.
È il penultimo film girato in Francia da Robert Siodmak, prima di L'imboscata e della partenza per gli Stati Uniti. Lo stesso Siodmak avrebbe dovuto dirigere anche una versione in lingua inglese del film, con Victor McLaglen e Ruth Chatterton come attori principali, ma il progetto non è mai stato realizzato.

## Trama
Justin Mollenard è un capitano di lungo corso della marina mercantile francese, nonché un trafficante d'armi che fa affari nei porti dell'Estremo Oriente. Il pessimo rapporto che ha con la sua compagnia di navigazione non è molto diverso da quello con la moglie, che vive a Dunkerque e che gli rimprovera di aver trascurato la famiglia per molti anni. Ma Mollenard ha sempre dalla sua parte il fedele equipaggio che lo incoraggia nelle sue attività illegali a Shanghai. Costretto a tornare in Francia, il vecchio capitano si ritrova malato e circondato dall'ostilità della famiglia. Solo la figlia riuscirà infine a comprenderlo e ad esaudire il suo ultimo desiderio: quello di tornare sulla sua nave ed attendere la morte sul mare.

## Distribuzione
Il film è stato distribuito nelle sale francesi dal 26 gennaio 1938. Negli Stati Uniti è uscito solo 3 anni dopo, in una versione ridotta di circa 40 minuti.
In seguito è stato proiettato al Festival di Berlino in occasione di due retrospettive: nel 1998 in quella dedicata ai fratelli Robert e Curt Siodmak e nel 2013 in quella intitolata "The Weimar Touch - L'influenza internazionale del cinema di Weimar dopo il 1933".

### Date di uscita
- Francia (Mollenard) – 26 gennaio 1938
- Belgio (Mollenard) – 11 marzo 1938
- Finlandia (Kapteeni Mollenard) – 2 ottobre 1938
- Paesi Bassi (Kapitein Mollenard) – 21 ottobre 1938
- Messico (El capitán corsario) – 21 novembre 1940
- Stati Uniti (Hatred) – 26 gennaio 1941

## Accoglienza
Il film si rivelò un disastro al botteghino ma ricevette gli elogi della critica, che ne sottolineò il carattere tipicamente francese nonostante fosse stato realizzato da un regista tedesco. Il quotidiano Le Petit Parisien scrisse che il film «onorava la produzione francese», mentre Pierre Gignac affermò che la sua uscita aveva segnato «un momento memorabile per la produzione progressista dell'industria cinematografica francese».